# پرتودیسی

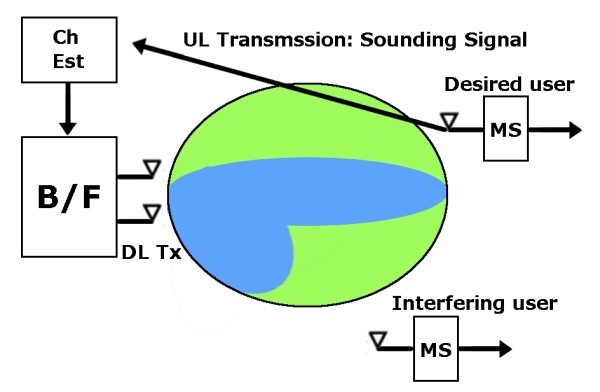
شکل‌دهی پرتو

پرتودیسی (به انگلیسی: Beamforming) به معنی شکل‌دهی پرتو، در واقع یک روش انتقال سیگنال رادیویی می‌باشد. اکسس پوینتی (Access Point) که دارای این تکنولوژی باشد، انرژی سیگنال رادیویی (Frequency Radio) را به سمت کاربران فعال در شبکه WI-FI، متمرکز و هدایت می‌کند. این کار علاوه بر افزایش پهنای باند هر کاربر، منجر به افزایش محدوده پوشش اکسس پوینت و و گسترش بیش تر شبکه می‌گردد.
برای درک بهتر این موضوع که بیم فورمینگ بر چه اساسی کار می‌کند از یک مثال ساده استفاده می‌کنیم. تصور کنید سنگ کوچکی را داخل یک استخر بیندازیم، سنگ روی سطح آب امواجی ایجاد می‌کند. حال اگر دو سنگ انداخته شود، امواج تولید شده مطابق با یک الگوی تداخل منظم با یکدیگر هم پوشانی می‌کنند. ایجاد هر گونه تغییر در مشخصات سنگ (اندازه و حجم و شدت) موجب تغییر دامنه و فاز امواج ساطع شده روی سطح آب و همچنین تغییر الگوی تداخل ایجاد شده با امواج سنگ‌های دیگر می‌گردد. برای کنترل بهتر موقعیت، یک سنسور روی لبه استخر قرار داده تا تنها به دنبال الگوی صحیح امواج بگردد و تغییر مشخصات سنگ را ادامه می‌دهیم تا زمانی که آن الگوی خاص به نقطه مورد نظر برسد. در نقاط دیگر استخر الگوی موج متفاوت خواهد بود ولی ما فقط به دنبال یک الگو در یک مکان خاص هستیم پس هر چیز دیگری نادیده گرفته می‌شود.
کارکرد بیم فورمینگ در اکسس پوینت‌ها کم و بیش مشابه مثال فوق است. هر آنتن اکسس پوینت را همان سنگ کوچک در نظر بگیرید، در واقع شما مشخصات خروجی هر آنتن را در طول ارسال داده کنترل می‌کنید، هر آنتن با کمی تفاوت در مشخصات خروجی عمل ارسال داده را انجام می‌دهد. در اینجا با مشخصه ای به نام آرایه فازی روبرو می‌شویم، آرایه فازی بر اساس جمع آثار امواج ارسال شده توسط مجموعه ای از آنتن‌ها می‌باشد. در واقع بیم فورمینگ بر مبنای ترکیب المان‌ها در یک آرایه فازی کار می‌کند، به طوری که سیگنال‌هایی که در یک جهت خاص با یکدیگر تداخل سازنده داشته تقویت می‌شوند در حالی که در جهت‌های دیگر که باعث اختلال در عملکرد یکدیگر شده و تداخل مخرب داشته‌اند تضعیف می‌گردند.

## انواع روش‌های شکل دهی گلبرگ آنتن

### On Chip Beam Forming
در این نوع بیم فورمینگ اکسس پوینت تمام مدت گوش به زنگ کلاینت بوده تا از تحلیل‌های ابتدایی MRC برای تقویت توان، ارسال بیم مناسب و ایجاد بهره (Gain) بیشتر استفاده کند. در اینجا وظیفه اصلی به عهده اکسس پوینت بوده و هیچ فیدبک اکتیوی از کلاینت دریافت نمی‌گردد.

### On Antenna Beam Forming
این روش از آرایه آنتن استفاده کرده و هر بسته ارسالی را به منظور ارزیابی عملکرد آنتن تحلیل می‌کند. اکسس پوینت ارتباطات را رصد کرده و بیم‌ها را جهت رسیدن به شرایط مناسب به صورت پویا تغییر می‌دهد. در اینجا نیز از تکنولوژی MRC استفاده می‌گردد. در این روش بخش عمده بهینه‌سازی توسط اکسس پوینت انجام می‌شود، بنابراین ارتباط بین اکسس پوینت و کلاینت ضروری نبوده ولی می‌تواند کمک کننده باشد.

### Implicit Beam Forming
در بیم فورمینگ ضمنی، اکسس پوینت با کلاینت در ارتباط بوده و کلاینت بعضی فیدبک‌ها را ارسال می‌نماید. در اینجا به جای این که اکسس پوینت کل تحلیل سیگنال را به عهده داشته باشد، کلاینت برای آن در خواستی می‌فرستد و چنانچه این درخواست مطابق با جهت بیم مورد نظر بود اکسس پوینت آن را بهینه می‌نماید.

### Explicit Beam Forming
در بیم فورمینگ صریح، ارتباط بین اکسس پوینت و کلاینت قوی تر بوده و فیدبک‌های بیشتری از جانب کلاینت دریافت می‌گردد. در این روش چنانچه کلاینت حرکت کرده یا هر اتفاقی بیفتد که منجر به تغییر قدرت سیگنال گردد، سیستم قادر است به سرعت خود را با شرایط جدید تطبیق داده و تنظیمات را بهینه کند.

## کاربردها
از زمان پیدایش تکنولوژی WI-FI، کاربردهای بسیار زیادی برای آن تعریف شده‌است، شبکه‌های WI-FI علاوه بر کاربرد به اشتراک گذاری شبکه‌های دیتا نظیر اینترنت، در مواردی نظیر سیستم‌های ردیاب، RFID، اسکن بارکدها در سیستم‌های انبار داری و… کاربردهای گسترده‌ای دارند. علاوه بر این با وجود توجه روزافزون به مقوله ارتباطات یکپارچه (Communication Unified) نیاز به شبکه‌های WI-FI با پهنای باند گارانتی شده و قابلیت اطمینان بالا ضروری به نظر می‌رسد.
فناوری شکل‌دهی گلبرگ آنتن در دنیای امروز کاربردهای فراوانی دارد، از این ویژگی در علوم مختلف مانند زلزله‌شناسی، ستاره‌شناسی رادیویی، صوت‌شناسی و … استفاده می‌گردد. علاوه بر کاربرد آن در تجهیزات نظامی مانند انواع رادارها و سونارها (دستگاه کشف زیر دریایی به وسیله امواج صوتی)، تجهیزات تجاری نیز از این قابلیت جهت بهبود کیفیت ارتباطات بی‌سیم بهره جسته‌اند. Beam Forming یا به عبارت ساده‌تر شکل‌دهی گلبرگ آنتن یکی از تکنیک‌های پردازش سیگنال به منظور ایجاد فیلترینگ فضایی است، ویژگی که از آن جهت ارسال و دریافت سیگنال در حالت بهینه استفاده می‌گردد.
علاوه بر مزایای عنوان شده، شکل‌دهی گلبرگ آنتن از اتلاف انرژی سیگنال رادیویی در مکان‌های غیر ضروری و ایجاد آلودگی فرکانسی در محیط‌های دیگر جلوگیری می‌نماید. بیم فورمینگ می‌تواند از طریق مدارهای داخلی پیشرفته، آنتن‌های هوشمند یا ترکیبی از هر دو روش در یک Access Point ایجاد شود.